# Voxnan

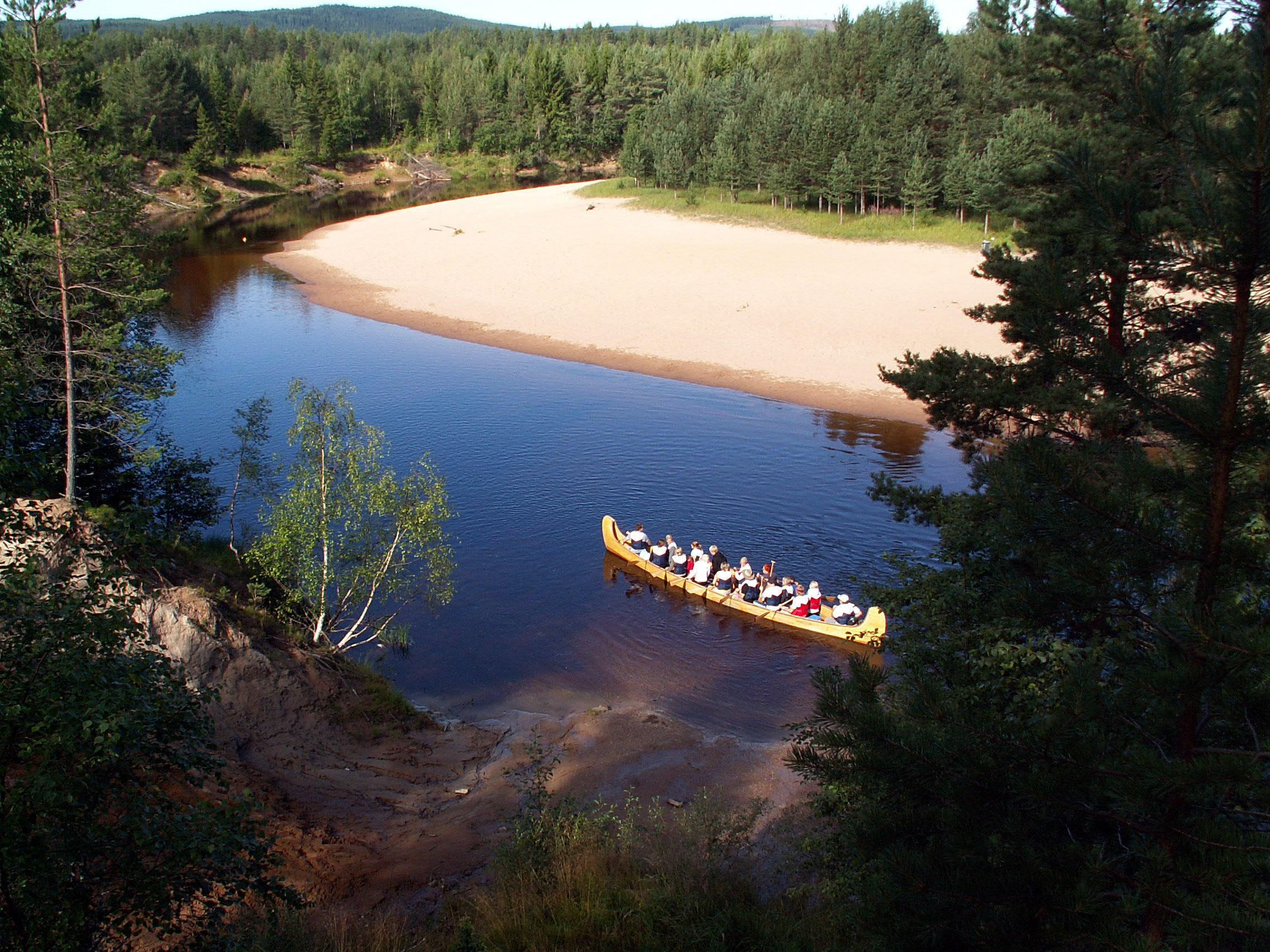
De Voxnan bij Frostkilen

De Voxnan is een rivier in het midden van Zweden, die begint in het landschap Härjedalen (provincie Jämtland). In het landschap Hälsingland (provincie Gävleborg) mondt de Voxnan uit in de rivier de Ljusnan. De rivier en de zijrivieren met hun meren zijn populair bij kanoërs. Stroomopwaarts van Edsbyn en Voxnabruk is er een gebied met 250 km aan bevaarbare trajecten.
De grootste 'vrije' waterval van Zweden, Hylströmmen, maakt deel uit van de Voxnan (ze is niet bevaarbaar).
De Voxnan is vanaf het meer Siksjön tot stroomafwaarts van Voxna erkend als natuurreservaat (Natura 2000).
Op het onderste deel stroomt ze door de plaatsen Edsbyn, Alfta en Bollnäs.
Het woord 'Voxnan' komt waarschijnlijk van het Zweedse woord 'växa' wat 'groeien' betekent. Dit duidt op de regelmatige overstromingen van de rivier.